# Bekentenis
Een bekentenis is een verklaring van een persoon dat hij of zij een regel overtreden heeft.
Een bekentenis van een feit dat wettelijk strafbaar is, met name van een misdaad, vormt een bewijs voor het begaan van een strafbaar feit. Een bekentenis is echter in het moderne strafrecht niet voldoende: er is aanvullend bewijs nodig. Soms noemt een bekennende verdachte in zijn of haar bekentenis feiten die niet bekend kunnen zijn bij een onschuldige persoon (daderkennis) en dan staat de vervolgende instantie een stuk sterker.
Als een verdachte wordt ondervraagd, proberen de ondervragers vaak om een bekentenis te krijgen van de verdachte.

## Marteling
Vanouds heerste de mening dat een onschuldige nimmer iets zal bekennen. Dus als men de verdachte tot een bekentenis kon krijgen, was de zaak rond. Vaak werd de verdachte door middel van marteling tot een bekentenis gedwongen. In de praktijk was deze methode onbetrouwbaar, want iemand zal bij marteling meestal alles zeggen wat men wil horen. Daar komt nog bij dat de marteling meestal werd voortgezet tot de verdachte bekende – of stierf.
In een moderne rechtsstaat is marteling niet meer geoorloofd, maar desondanks komt het voor dat een onschuldige zodanig onder druk wordt gezet, dat hij of zij een bekentenis aflegt, al was het maar om van het gezeur af te zijn. Hiervan was bijvoorbeeld sprake bij de zogeheten Zaanse verhoormethode.

## Zingen
- In het Bargoens spreekt men van zingen als iemand bekent tegenover de politie. Dit woord is ontleend aan het Engels.